# Uto (Kumamoto)
Pour les articles homonymes, voir Uto (homonymie).
Uto (宇土市, Uto-shi) est une ville située dans la préfecture de Kumamoto, au Japon.

## Géographie

### Situation
Uto est située dans le centre de la préfecture de Kumamoto.

### Démographie
En juin 2020, la population d'Uto s'élevait à 36 860 habitants répartis sur une superficie de 74,30 km2.

### Hydrographie
Uto est bordée par la mer d'Ariake au nord.

## Histoire
Uto a acquis le statut de ville en 1958.

## Transports
Uto est desservie par les lignes Kagoshima et Misumi de la JR Kyushu. La gare d'Uto est la principale gare de la ville.